# الدار (الثماري)

تعديل مصدري - تعديل

الدار محلة تابعة لقرية الثماري، التابعة لعزلة حمير بمديرية مذيخرة إحدى مديريات محافظة إب في الجمهورية اليمنية، بلغ تعداد سكانها 74 حسب تعداد اليمن لعام 2004.